# Мода (альбом)
«Мо́да» — двенадцатый студийный альбом российской рок-группы «Браво». Релиз альбома состоялся 19 сентября 2011 года под лейблом «Союз мьюзик», как в цифровом формате, так и на физических носителях.
О работе над альбомом было объявлено в 2007 году. Тогда же вышла песня «Танцуй», затем «Люди из книг». Далее последовал очередной творческий перерыв, во время которого шла работа над альбомом. Он был записан в гараже загородного дома Евгения Хавтана и спродюсирован Гианом Райтом.
В 2011 году вышли новые хиты «Мода» и «Плохой, хороший, злой». Первый из них занял 38-е место в российском радиочарте, и на него был снят видеоклип. Диск дебютировал на шестом месте в рейтинге продаж, по данным компании «2М», и позже поднялся до четвёртой строки.
«Мода» получил в целом положительные отзывы в музыкальной прессе. Критики отмечали, что альбом стал наиболее качественной и своевременной работой группы, и назвали «Моду» одной из лучших пластинок коллектива. По мнению Алексея Мажаева, в альбоме прослеживается традиционное для группы соединение «фирменного „несоветского“ ретро-звука и очень удачных мотивов», из чего «родился вполне победный результат».

## Предыстория
После выпуска альбома «Евгеника» (2001) группа десять лет не издавала студийных альбомов. Евгений Хавтан говорил, что «Браво» каждый год обещали поклонникам новый альбом, но существовали сложности с подбором материала. Основной причиной долгого творческого перерыва он назвал отсутствие идей для записи. «…я не понимал ни как это записывать, ни где записывать. Мы пробовали разные студии, и всё мне не нравилось. Ну и плюс обычное раздолбайство музыкантское. У нас было записано много очень хороших песен за это время, и мы их постоянно играли на концертах. В какой-то момент я понял — пора. Но я не хотел его выпускать скоропостижно», — объяснял музыкант. Новый альбом лидер группы назвал «возвращением к истокам», так как предыдущие экспериментальные работы, по его признанию, принесли немалые убытки звукозаписывающим компаниям. Другими причинами выпуска пластинки Хавтан назвал тенденцию к «возвращению» старых групп и артистов, в частности упомянув Duran Duran и Брайана Ферри, и то, что он в какой-то момент понял — «у [группы] много новых поклонников — формация, выросшая на интернете, которая нас знает именно по сайтам и социальным сетям. Я думаю, что „Мода“ будет для них очень кстати», — говорил музыкант.

## Запись альбома
В интервью Mail.Ru Евгений Хавтан говорил, что запись альбома заняла три месяца. После того, как накопилось достаточно материала, группа начала работу на домашней студии музыканта, по словам которого в «Моде» сохранилось ощущение лёгкости, с которым он записывался. Над пластинкой «Браво» работали в нынешнем составе: Хавтан, Кузин и Степаненко, а также были привлечены вокалист Роберт Ленц, новый басист Михаил Грачёв и расширенная духовая секция. Над созданием песен к альбому работали такие известные музыканты, как Анжей Захарищев фон Брауш (группа «Оберманекен»), написавший тексты песен более чем к половине песен в альбоме, Дмитрий Спирин («Тараканы!»), Владимир Родионов («Ульи»), Олег Чилап («Оптимальный вариант») и Александра Чугунова («СашаЧ», «Муха»). Музыку ко всем песням написал Евгений Хавтан, который также говорил, что текст песни «Нет предела» написал поклонник коллектива (Андрей Пищулов), приславший письмо на сайт коллектива, а мелодия к «Капитану» была создана ещё в 80-е годы. В интервью изданию «Фонтанка.ру» лидер коллектива говорил, почему решил сотрудничать именно с этими авторами:

Мы давно знакомы. Собственно, сначала я с музыкой «Оберманекена» познакомился, а уже потом с Анжеем. Встречались на концертах, что-то вместе пробовали. И я ему предложил написать какие-то тексты. И, да, что-то сразу получилось, что-то переделали в процессе. Он привнёс, конечно, «оберманекеновские» штуки — незаметно старался их протащить, и ему это удалось. Те, кто разбираются, поймут характерные поэтические обороты. Но он очень точно внедрился в нашу музыку и стилистику. Он — автор едва ли не половины текстов в альбоме. И ещё у нас один из авторов — «Сид», Дима Спирин из группы «Тараканы». Мне симпатичен и тот, и другой. Я, может, не стал бы играть ни панк, ни погружаться в декадентские штучки, но мне импонируют люди, которые стараются быть другими. Я люблю маргиналов. Я, наверное, сам не из них, зато мне очень интересно, что они могут сделать в нашем контексте.— Евгений Хавтан
Для записи альбома группа использовала музыкальные инструменты, которые появились до середины 60-х годов XX века, объясняя это тем, что они «решили вернуться к тому стилю, за что их любят больше всего». Были использованы: ударная установка 1961 года Ludwig (на аналогичной играли «Битлз»), гитары 50-х, 60-х годов, орган Vox (на подобном был сыгран «Дом восходящего солнца» The Animals), электропиано Wurlitzer, которое звучит как на записях группы Supertramp (значительная часть альбома «Breakfast in America» сыграна на аналогичном инструменте). Продюсированием альбома занимался американский продюсер Гиан Райт, ранее работавший с Джанет Джексон, Полом Маккартни, Ринго Старром, группами Foo Fighters и Oasis, и, по мнению Хавтана, это сильно сказалось на звучании альбома, так как раньше группа не издавала музыку столь высокого качества.
С американским продюсером Хавтана познакомил Илья Лагутенко, и первой совместной композицией стала «Мода». Лидер коллектива отправил Гиану треки песни и через три дня получил окончательный вариант, после чего хотел отправиться записываться в Америку, но после отказался от этой идеи, так как ему захотелось «более такого американского звука и большего участия продюсера в этой истории». После записи песен на студии в Москве треки отсылались в Лос-Анджелес на студию Village Records, где с ними работал Райт. «Мы что-то обсуждали, на каждую песню было сделано от 3 до 7 вариантов. Гиан попросил меня сделать подстрочные переводы всех песен на английский язык, чтобы он мог точно понимать, о чём в них поётся. Это довольно необычно — чаще всего западные продюсеры не интересуются полным текстом песни, а просто ловят общее настроение», — уточнял Евгений Хавтан.

## Тематика альбома
Какой-то особенной концепции у альбома нет, но он называется так, потому что, на мой взгляд, настоящие герои — та девушка, что на обложке — Одри Хепбёрн, и вообще герои 30-х — 50-х годов — это люди, которые вне моды. И в заглавной песне «Мода» поется о том, что я не вижу альтернативы тем героям, которых я люблю, в сегодняшнем времени. Через десять лет никто не вспомнит о большинстве сегодняшних героев. И не потому, что они плохие: это вопрос времени, в котором мы сегодня живем.
Евгений Хавтан говорил, что меньше всего думал над концепцией альбома, но отмечал, что между песнями альбома есть определённая связь, «потому что там есть влияния, начиная от музыки 40-х годов, рокабилли, новой волны, кантри и кончая сегодняшней музыкой. Там есть даже песни в стиле, похожем на песни Джонни Кэша — „Плохой, хороший, злой“». Заглавной в альбоме музыкант назвал песню «Мода» и добавлял, что он сразу, ещё при написании песни, понял, что она будет определять тематику альбома. Евгений говорил о том, что для него текст композиции говорит о том, что всё проходит, всё изменяется в зависимости от моды, в обществе появляются новые герои, но всё равно существуют определённые константы. К константам он причислил классику джаза и рок-н-ролла, легенды кино, которые появились с 30-х по 80-е и навсегда вошли в историю. «Первая песня, которую мы сделали вместе, была песня „Мода“, и, как мне кажется, она очень точно характеризует весь альбом, настроение альбома, стилистику альбома и очень созвучна тому, что я думаю о том, что сейчас происходит в музыке, в индустрии музыкальной», — рассказал музыкант.
Называя пластинку своевременной, Игорь Кузьмичев в FashionTime писал, что группе хорошо удалось ухватить дух времени в песнях. По его мнению, композиции альбома сообщают о сегодняшнем времени куда больше «площадных плакатов от нашей рок-оппозиции». Тематически альбом затронул дальние путешествия, мопеды, темы «идеальных женщин, храбрых капитанов» и особенно Москву 1960-х годов.
Павел Сурков в «Звуках.ру» отметил: «Все-таки „Браво“ — до мозга костей московская группа! И атмосфера старой Москвы, далеких 70-х, раннего утра, когда можно было без страха добрести от Рогожской заставы до Кузьминок, не встретив никого, кроме заспанных дворников и поливальных машин, передана абсолютно точно». Иван Сорокин в «Афише» говорил на этот счёт, что «Браво» всегда удавалось лучше передавать шестидесятнический дух, чем «собственно артефактам из 60-х».
«Поскольку я москвич и родился в Москве, я очень хорошо знаю этот город и люблю его. Но сегодня я живу за городом, потому что Москва превратилась из города, который я любил, в город, с которым у меня очень сложные отношения. Начиная от пробок и заканчивая тем, что наш предыдущий мэр понакуралесил. Но я очень люблю ту старую Москву, которую ещё не удалось уничтожить и залить пластиком и бетоном. Кое-что ещё осталось. Мне очень нравится здания соц-арта, большие высотки на Котельнической набережной, такого нигде в мире нет, может быть, только в Китае есть что-то похожее», — говорил по этому поводу Евгений Хавтан.

## Музыка и тексты песен
Как говорил Евгений Хавтан, по звучанию альбом приближен к американским стандартам звукозаписи, на что оказало влияние продюсирование Райтом. При этом он отличал американский звук и английский, назвав первый более «широким», когда звучит мощный бас, а в фонограмме много панорамы, воздуха. По настроению же песни получились в духе старого и среднего периода творчества группы. «Главное было собрать песни и звук, чтобы нравилось и мне, и тем, кто их будет слушать. Целью как-то удивлять людей мы не задавались… …супер-пупер-решений, опрокидывающих мышление, здесь не будет. Мне хотелось просто записать песни, которые накопились, чтобы они звучали хорошо и выделялись среди общей массы на радиостанциях», — говорил музыкант. Стилистически на альбом повлияла музыка 1940-х годов, рокабилли, новая волна и кантри. Алексей Мажаев писал, что музыкально диск может порадовать, как любителей «старого» «Браво», так и юных слушателей, предпочитающих мелодичный софт-рок.
«Полёт через Ла-Манш» — софт-рок композиция, открывающая альбом. По мнению Павла Суркова из «Звуков.ру», песня основана не на мелодии или гармонии, а на чётком гитарном риффе, который он назвал «коротким, безумно красивым и чертовски привязчивым». Хавтан описал песню, как стилизацию чёрно-белых итальянских и французских фильмов 1960-х годов, с настоящими струнными, записанными московским квартетом «Verum». В композиции также звучит диалог Анны Карина и Эдди Константина из фильма «Альфавилль» Жана Люка Годара. «Я попросил нашего американского продюсера Гиана Врайта сделать звук струнных как на ранних записях „Electric Light Orchestra“, а он со своей стороны предложил вставить в песню диалог двух героев из фильма Жана Люка Годара „Alphaville“ на французском языке», — рассказывал лидер группы. «Между западом и востоком» первоначально была записана, как медленная баллада, но в последний момент Хавтан добавил в аранжировку звуки ксилофона и миди-гитары и сделал более быстрый темп. Гиан Райт добавил в бридж композиции несколько семплов (звуки аэропорта). В отношении лирики песня описывает то чувство, которое испытывает человек, когда попадает на задержку рейса в аэропорту.
В «Нет предела» группа представила поп-рок-балладу. «Мода» — заглавная песня на альбоме, которая напоминает давний хит группы «Ветер знает», с элементами музыки Motown, которую слушали представители шестидесятнического британского субкультурного движения моды. Текст песни был написан Анжеем Захарищевым Фон Брауш, по просьбе Евгения Хавтана, у которого были мелодия и несколько других вариантов стихов на неё. Музыкант рассказывал в «Российской газете»: «Я просил его сделать текст о том, что меня интересует. О чём я хотел бы сказать, но сам сформулировать в стихах не смог бы: о том, что все меняется, все проходит, мода может меняться сколько угодно, но некоторые вещи постоянно в моде. Я имею в виду, в музыкальной моде». В строчках песни также упоминается группа The Smiths. В песне «Плохой, хороший, злой» «Браво» представили «зычный вестерн», спетый с интонациями Саши Васильева. Критики отметили, что песня могла бы потягаться с музыкой Эннио Морриконе или быть исполненной Бингом Кросби, если бы тот взялся записать песню для фильма с Гэри Купером.
В «Джазе на орбите» группа подвергла электронной обработке произведения Луи Армстронга. По мнению Павла Суркова, песня, с её быстрым ритмом, могла бы подойти для исполнения Анри Сальвадору. При этом сама композиция ранее издавалась в рамках сольного проекта Хавтана «Микки и Маус и стилеты».
«Капитан» приближается по стилистике к американскому серф-року образца 1960-х годов. «Люди из книг» — нежная и немного грустная баллада, с красивой тонкой лирикой, со словами: «Пожелтевшие статьи с фотографиями дней/ На забытых остановках…/ Факты сыпятся, как снег, миллионы новостей/ Километры заголовков…». «Танцуй» — это энергичная поп-рок композиция. Звучание «Принцессы» критики обозначили, как коллаборацию «Браво» и группы «Секрет» образца 1990 года. «От Таганки до Кузьминок» была описана как «эпическая стилизация под воображаемые сороковые», с упоминанием в тексте Элвиса Пресли, Эдди Кокрана и Бадди Холли.

## Оформление альбома
В августе 2011 года группа обнародовала обложку и трек-лист альбома. Было объявлено, что в альбом войдут 12 композиций и он будет выпущен на лейбле Soyuz Music 19 сентября, как на CD, так и в цифровом варианте, а также на виниловых пластинках. На опубликованной обложке была помещена фотография Одри Хепбёрн из фильма «Римские каникулы». Хавтан объяснял, что его решением было сделать оформление в духе ранних альбомов The Smiths. «Чтобы это было чёрно-белое изображение, очень фактурная фотография и скромные надписи, ничего кричащего. На этой обложке я видел какую-то культовую актрису, но не очень известный снимок. И Дмитрий Ремизов нашёл фотографию из фильма „Римские каникулы“, где Одри Хепбёрн едет на мотороллере по Риму», — рассказывал музыкант.
Макс Хаген в «РБК daily» отмечал, что, поставив на обложку фотографию с вечно молодой Хепберн, группа будто подчеркнула своё существование в отдельном ото всех мире, по его мнению, не таком уж и далёком от кино. Екатерина Архипова и Артём Костенко из Best-Woman.ru отмечали, что винтажное оформление обложки «весьма прозрачно намекает» на то, что мода проходит, а группа «Браво» остаётся, и это хорошо подчёркивает, что нет никакой разницы, в какой стилистике записаны песни в альбоме.
На обложке CD-издания альбома выполнены отверстия, позволяющие увидеть (и, соответственно, поменять) в качестве фона первую страницу буклета, выполненного в небесно-голубом цвете с одной стороны и оранжевом с другой.

## Продвижение и релиз
5 сентября «Браво» представили неопубликованную ранее песню «Полёт через Ла-Манш» на сайте Lenta.ru. Евгений Хавтан рассказал об истории создании композиции, которая была выложена в стриминге для прослушивания. 19 сентября, в день релиза, состоялась закрытая презентация альбома для журналистов в московском клубе «16 тонн». Презентация была устроена в форме концерта, на котором были исполнены все песни альбома. На концерте лидер коллектива позитивно отозвался о работе с новым лейблом: «Весь наш предыдущий опыт сотрудничества с лейблами был негативным. А нынешний издатель выполнил все обязательства. Мы выбрали его, хотя кто-то предлагал и лучшие условия. Но мы знаем, кого выпускает „Союз мьюзик“, и решили, что нам будет приятно оказаться в этой компании». Кроме CD-релиза, состоялся выпуск альбома в цифровом формате, на «Яндекс. Музыке» и сайте ThankYou.ru. Помимо этого, группа объявила, что некоторые торрент-сайты получили разрешение для свободного распространения диска; аргументируя такое решение, Хавтан говорил:

Интернет — это единственное средство, которое может служить популяризатором музыки в наше время. Радио и ТВ в большинстве не отвечают потребностям нашего времени. Вряд ли то, что мы слышим и смотрим, нас по-настоящему интересует. Большинство наших поклонников, а им от 15 лет — пришли к нам благодаря Сети. Мы специально дали разрешение на публикацию альбома на торрентах. Это лучший способ популяризации.— Евгений Хавтан
В конце марта 2012 года альбом был издан на виниловых пластинках. «Наш лос-анджелесский саунд-продюсер Гиан Райт сделал специальный мастеринг, а сам 180-граммовый аудиофильский винил был отпечатан в Германии. Небольшая часть этого тиража уже появлялась в Москве, но разлетелась быстрее, чем её кто-то заметил. Однако теперь, я надеюсь, пластинок хватит всем любителям винилового звучания», — рассказывал Евгений Хавтан.

### Промотур
В поддержку альбома группа организовала мини-тур по пяти городам России, который открылся 28 октября концертом в московском «Крокус Сити Холле». Борис Барабанов в газете «Коммерсантъ» положительно описывал концерт, хотя отмечал, что собрать аншлаг группе не удалось. «Браво» представили на концерте альбом в полном формате, а также исполнили ранние хиты коллектива, в том числе песню «Старый отель». Денис Ступников из Km.ru отмечал, что каждый номер концерта имел оригинальный видеоряд, и писал: «На экране мелькали то бравые французские парашютисты, то схематические планеты, то устрашающего вида снежинки-мутанты, запросто способные при падении стереть с лица земли небольшую деревеньку».

### Синглы
В 2007—2010 годах группы выпустила на радио три новые песни: «Танцуй», «Люди из книг» и «Плохой, хороший, злой». Все три композиции не смогли попасть в лучшую сотню российского радиочарта. «Плохой, хороший, злой» была представлена в интернете 11 апреля 2011 года, на сайте «Нашего радио». «Браво» исполнили песню совместно с группой «Тараканы!» на фестивале «Нашествие» 2011 года. Дмитрий Спирин позже опубликовал видео с выступления в своей колонке в журнале Billboard.
26 мая 2011 была выпущена заглавная композиция альбома «Мода», которая достигла 38 места в чарте. Песня также была положительно оценена критиками и попала на первое место «Экспертного чарта» портала RedStarMusic.ru за сентябрь 2011 года. 3 августа на песню был снят видеоклип. Над видеоклипом работала творческая команда российского издания журнала Rolling Stone, а режиссёром стал главный редактор издания Александр Кондуков. Клип был выполнен в чёрно-белой гамме, в основу сюжета которого легла история молодой пары, гоняющей на мопедах, ужинающей в кафе и гуляющей по центру Москвы.

## Реакция критики
| Оценки критиков     | Оценки критиков |
| Источник            | Оценка          |
| ------------------- | --------------- |
| Billboard Россия    | (положительная) |
| FashionTime         | [ 16 ]          |
| InterMedia          | [ 7 ]           |
| NewsMusic           | (7,5/10)        |
| OpenSpace.ru        | [ 25 ]          |
| Rolling Stone       | [ 42 ]          |
| Афиша               | [ 17 ]          |
| Звуки.ру            | (положительная) |
| Коммерсантъ Weekend | (нейтральная)   |
| РБК daily           | (положительная) |

Алексей Мажаев из InterMedia дал положительный отзыв на альбом. По его мнению, пластинка не имеет ничего общего с «ну-давайте-уже-что-нибудь-выпустим-а-то-сколько-можно-десять-лет-ничего-не-писали» альбомом, а напротив, представляет возросший профессионализм музыкантов группы и вернувшийся интерес к процессу записи и заставляет ждать следующий номерной диск группы скорее с любопытством, чем со скепсисом. Как потенциальные хиты Мажаев указал композиции «Нет предела», «Полёт через Ла-Манш» и «Вот и я». По пятибалльной шкале журналист поставил альбому 4. Игорь Кузьмичев в FashionTime дал альбому высшую оценку и отмечал, что «Браво» «выдали удивительно актуальную, своевременную пластинку». Первые четыре композиции журналист назвал «абсолютными хитами», а последующие — в духе классического «Браво». Андрей Бухарин в журнале Rolling Stone также позитивно описывал диск. Положительно отозвавшись о звучании («звучит так, как и должен звучать настоящий альбом настоящей большой группы»), критик пришёл к мнению, что при всём стилистическом разнообразии альбома, «Мода» — «это классический „Браво“, каким его все любят». Наталья Югринова из OpenSpace.ru дала альбому смешанную оценку. По её мнению, «Мода» «с первых тактов расписывается в собственной недееспособности». Отмечая невыразительные мелодии и аранжировки, автор писала, что всё же к середине альбома группа вышла на свой привычный уровень с такими песнями, как «Плохой, хороший, злой» и «Танцуй», и пришла к выводу, что «пылким ретроманам, от костюмов до инструментов, сложнее всего оказалось держаться собственных корней».
Борис Барабанов в «Коммерсантъ Weekend» писал, что альбом не сможет удивить слушателя чем-то новым. «Когда „Браво“ в 1980-е изобрели свой стиляжий поп, это стиляжничество стало „неформальной модой“ — молодые люди попросту не знали групп, фильмов и мотороллеров, которыми вдохновлялись „Браво“, и за счёт этого можно было выделиться на общем фоне. Сегодня всё это — на расстоянии одного клика. Удивлять сложно», — писал рецензент. Иван Сорокин в «Афише» дал положительную оценку работе, отметив, что «Мода» — это «очередной образец того идеально сыгранного ретрофутуристического попа для детей и взрослых, который здесь за последние десять лет совершенно разучились делать». Павел Сурков в «Звуках.ру» писал об альбоме, как об одной из самых интеллигентных записей года и как об одной из лучших пластинок группы в целом. «Хавтан не просто стилизует песни под музыку 50-х и 60-х. Он и записывает их ровно так же, на тех же инструментах и на тех же усилителях, что и музыканты полвека назад. И такая скрупулезность, а, значит, самодостаточность — неизменно подкупают. А главное — убеждают нас в том, что хорошая музыка существует вне времени и вне стиля. Она либо есть, либо нет. Теперь её стало на одну пластинку больше», — резюмировал журналист. Дмитрий Прочухан в NewsMusic.ru писал, что «Браво» «выдали релиз, который дышит свежестью и молодецким задором», и назвал альбом «ещё одним витком в творческом развитии старожилов отечественного рок-н-ролла».
«Мода» получила награду пятой церемонии «Чартова дюжина. Топ 13», в категории «Альбом года».

## Список композиций
| №   | Название                   | Автор(ы)                                            | Вокал     | Длительность |
| --- | -------------------------- | --------------------------------------------------- | --------- | ------------ |
| 1.  | «Полёт через Ла-Манш»      | Евгений Хавтан, Анжей Захарищев фон Брауш           | Е. Хавтан | 4:07         |
| 2.  | «Между западом и востоком» | Евгений Хавтан, Дмитрий Спирин                      | Р. Ленц   | 4:27         |
| 3.  | «Нет предела»              | Евгений Хавтан, Андрей Пищулов, Александра Чугунова | Р. Ленц   | 4:12         |
| 4.  | «Мода»                     | Евгений Хавтан, Анжей Захарищев фон Брауш           | Е. Хавтан | 4:02         |
| 5.  | «Плохой, хороший, злой»    | Евгений Хавтан, Дмитрий Спирин                      | Е. Хавтан | 4:56         |
| 6.  | «Джаз на орбите»           | Евгений Хавтан, Константин Григорьев                | Е. Хавтан | 3:11         |
| 7.  | «Капитан»                  | Евгений Хавтан, Анжей Захарищев фон Брауш           | Р. Ленц   | 3:19         |
| 8.  | «Люди из книг»             | Евгений Хавтан, Владимир Родионов                   | Р. Ленц   | 3:11         |
| 9.  | «Танцуй»                   | Евгений Хавтан, Олег Чилап                          | Е. Хавтан | 4:08         |
| 10. | «Принцесса»                | Евгений Хавтан, Александра Чугунова                 | Р. Ленц   | 3:11         |
| 11. | «Вот и я»                  | Евгений Хавтан, Анжей Захарищев фон Брауш           | Р. Ленц   | 3:55         |
| 12. | «От Таганки до Кузьминок»  | Евгений Хавтан, Анжей Захарищев фон Брауш           | Е. Хавтан | 3:40         |

## Участники записи
| - Евгений Хавтан — музыка (дорожки 1—12), гитара, вокал (дорожки 1, 4—6, 9, 12) - Гиан Райт — продюсирование, сведение (дорожки 1—7, 9—12) - Роберт Ленц — акустическая гитара, вокал (дорожки 2, 3, 7, 8, 10, 11) - Александр Языков — саксофон (баритоновый) (дорожки 4, 5, 12) - Дмитрий Ашман — бас-гитара (дорожки 1, 8) - Михаил Грачёв — бас-гитара, контрабас - Павел Кузин — ударные, перкуссия - Александр Степаненко — клавишные, саксофон, флейта, гитара (lap steel), аккордеон, бубен - Александр Петров — виолончель (дорожки 1, 3, 12) - Михаил Владимиров — гармоника (дорожка 5) - Эрик Боленджер — мастеринг | - Константин Дюжарден — мандолина, ксилофон (дорожки 2, 5, 7, 9, 11), инженер звукозаписи (дорожки 1—7, 10—12), редактирование - Д. Кулков — инженер звукозаписи (дорожка 9) - Владислав Афанасов — инженер звукозаписи, сведение (дорожка 8) - Олег Кудрявцев — саксофон (дорожки 4, 5, 12) - DJ HOBOT — скрэтчи, дополнительный бит (дорожка 6) - Дмитрий Лазарев — тромбон (дорожки 4, 5, 12) - Алексей Алексеев — труба (дорожка 4, 5, 12) - А. Сахаров — труба (дорожка 6) - Вартан Даракчян — альт (дорожка 9) - Сергей Винокуров — первая скрипка, аранжировка (дорожки 1, 3, 12) - Алексей Ерохин — вторая скрипка (дорожки 1, 3, 12) |

## Чарты

### Альбом
| Страна (Чарт)                   | Высшая позиция |
| ------------------------------- | -------------- |
| Россия (Россия Топ 25. Альбомы) | 4              |

### Песни
| Год  | Песня                      | Высшая позиция в TopHit 100 |
| ---- | -------------------------- | --------------------------- |
| 2007 | «Танцуй»                   | 39                          |
| 2008 | «Люди из книг»             | 152                         |
| 2010 | «Плохой, хороший, злой»    | 208                         |
| 2011 | «Мода»                     | 38                          |
| 2011 | «Между западом и востоком» | 189                         |

## Видеоклипы
| Год  | Название                  |
| ---- | ------------------------- |
| 2011 | «Мода»                    |
| 2012 | «Нет предела»             |
| 2012 | «Плохой, хороший, злой»   |
| 2012 | «Джаз на орбите»          |
| 2012 | «От Таганки до Кузьминок» |

## Награды и номинации
| Год  | Награда        | Номинированная работа | Категория | Результат |
| ---- | -------------- | --------------------- | --------- | --------- |
| 2012 | Чартова дюжина | «Мода»                | Альбом    | Победа    |